# Marek Lusztig
Marek Andrzej Lusztig (ur. 14 kwietnia 1932 w Warszawie, zm. 10 maja 1972 w Szwecji) – polski kompozytor.

## Życiorys

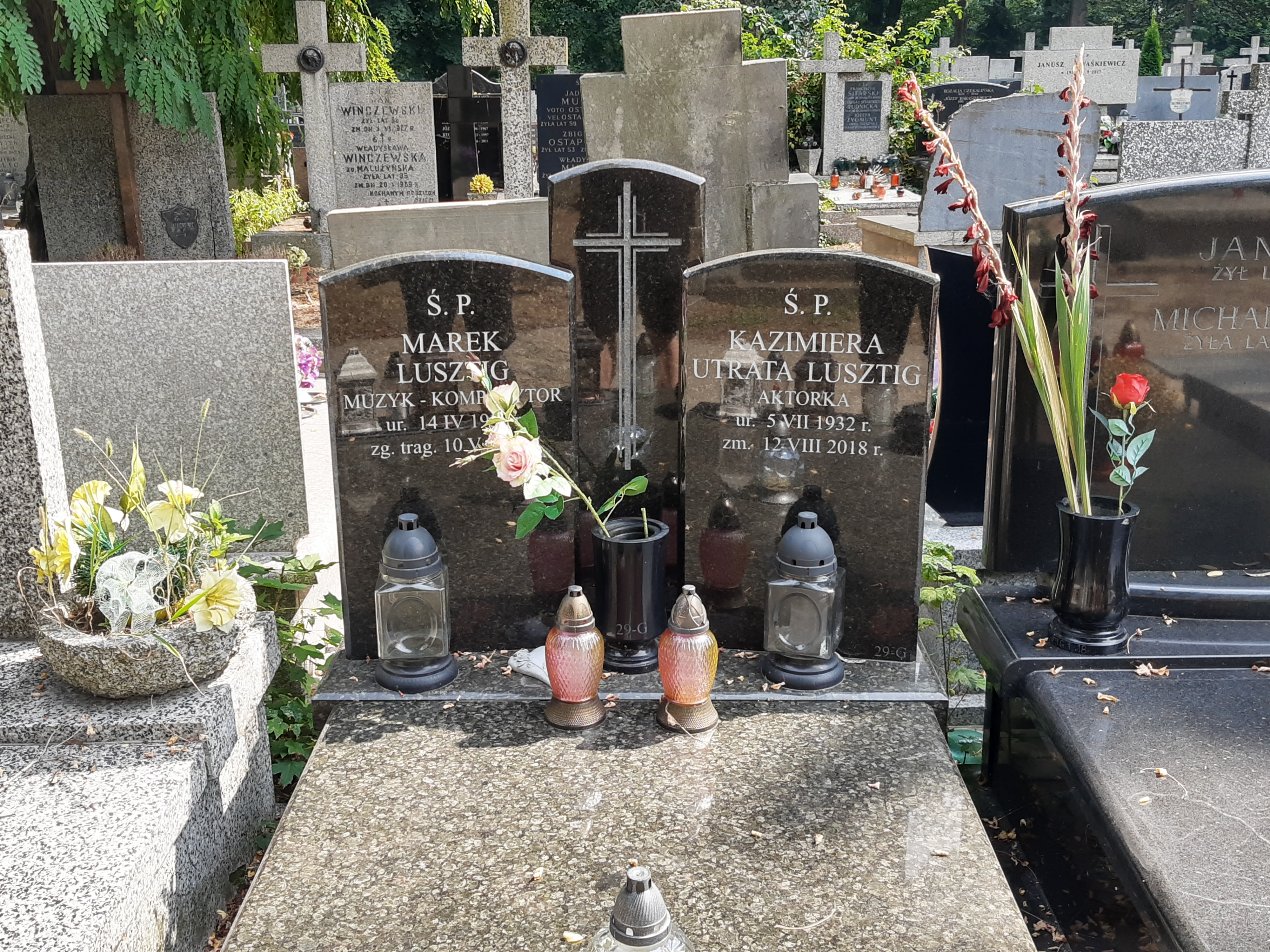
Grób Marka Lusztiga i jego żony Kazimiery Utraty-Lusztig na cmentarzu Bródnowskim w Warszawie

Działał w teatrze; w 1954 był jednym z twórców Studenckiego Teatru Satyryków (STS), gdzie poznał swoją przyszłą żonę Kazimierę Utratę. Komponował i opracowywał podkłady muzyczne i dźwiękowe do wielu filmów. Ukończył muzyczną szkołę średnią w Łodzi, studiował rusycystykę na Uniwersytecie Warszawskim. Był współpracownikiem Polskiej Kroniki Filmowej, dla której przygotowywał ilustracje muzyczne. Zginął w wypadku samochodowym. Pochowany na cmentarzu bródnowskim w Warszawie (kw. 29G-6-17).

## Filmografia
- 1966 – „Sublokator” – efekty specjalne,
- 1966 – „Chciałbym się ogolić” – opracowanie muzyczne,
- 1965 – „Powrót doktora Von Kniprode” – muzyka,
- 1965 – „Lenin w Polsce” – efekty specjalne,
- 1964 – „Barbara i Jan” – opracowanie muzyczne,
- 1963 – „Dwa żebra Adama” – obsada aktorska (muzyk),